# Station Blackhorse Road
Station Blackhorse Road is een station aan de spoorlijn Gospel Oak - Barking van London Overground en de Victoria Line van London Underground. 

## Geschiedenis
Het station werd geopend door de Tottenham and Forest Gate Railway op 9 juli 1894 en lag toen aan de oostkant van Blackhorse Road. De opening veranderde de omgeving van een gegoede Londense buitenwijk in een industriegebied met verschillende werkplaatsen en bedrijven die zich langs de Ferry Lane naar het noordwesten vestigden. 
In 1955 werden de plannen voor de Victoria Line goegekeurd en in 1960 werd met de aanleg begonnen tussen Manor House en Seven Sisters. In 1962 volgde parlementaire goedkeuring voor de hele lijn, waaronder een station bij Blackhorse Road. Hier werd besloten tot de bouw van een metrostation dat werd opgetrokken aan de westkant van Blackhorse Road langs de noordkant van de spoorlijn, het was het enige station van de initiële Victoria Line met bovengrondse nieuwbouw. Het metrostation werd geopend op 1 september 1968 samen met het eerste deel van de lijn. Op 14 december 1981 verplaatste British Rail haar perrons naar de westkant van Blackhorse Road naast het metrostation om een betere uitwisseling met het metrostation te bieden. Sinds 2007 is het bovengrondse deel onderdeel van de Overground.

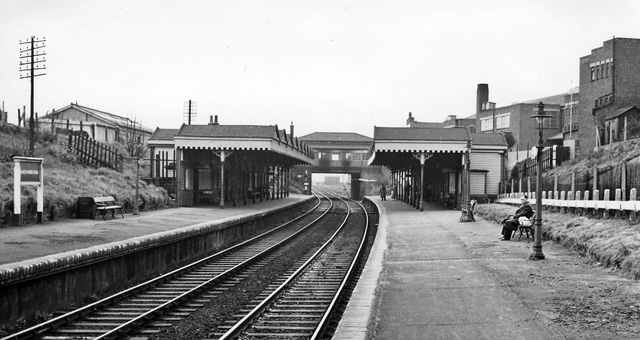
Het station in 1961 gezien uit het oosten
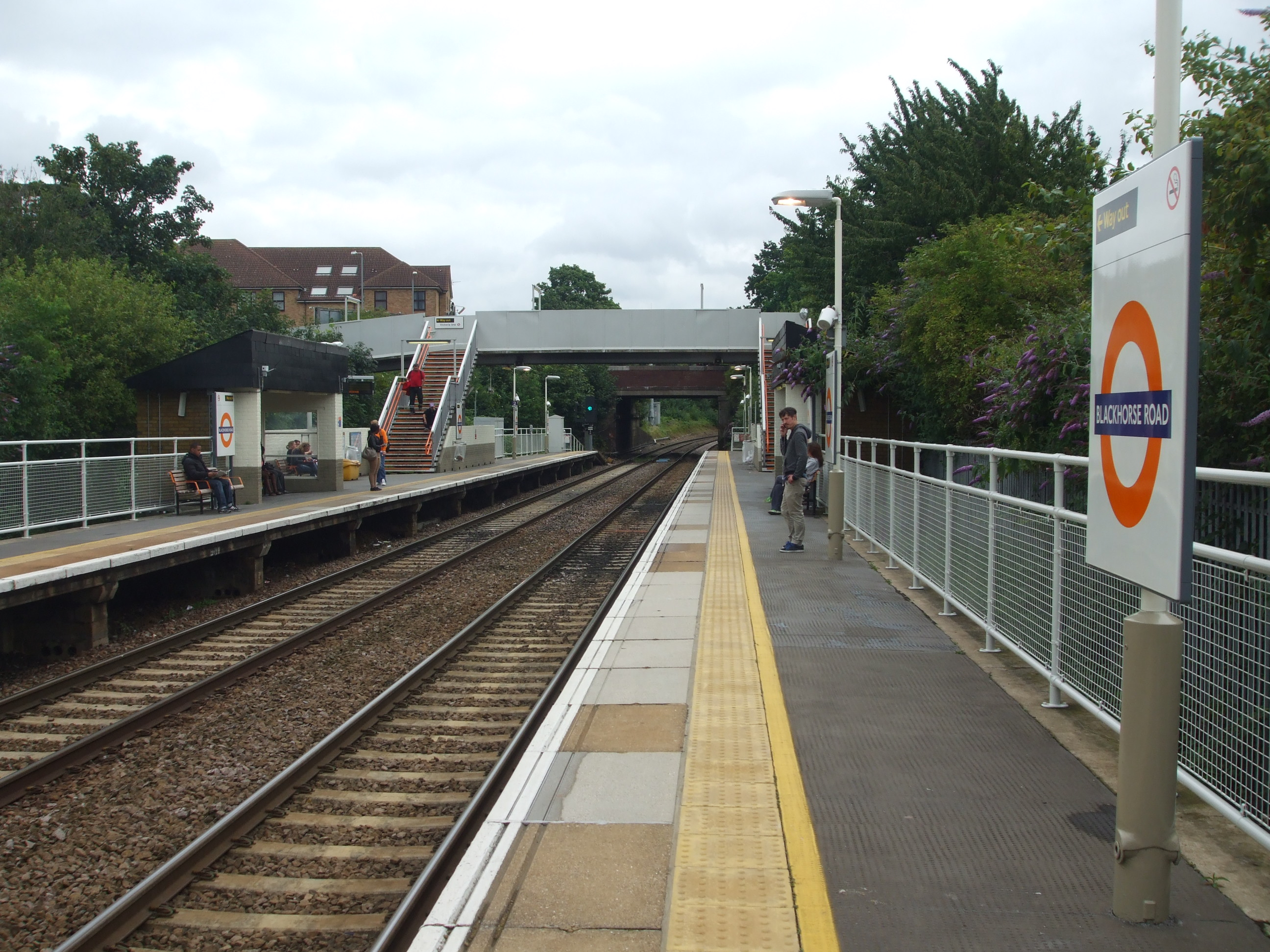
De perrons van de overground
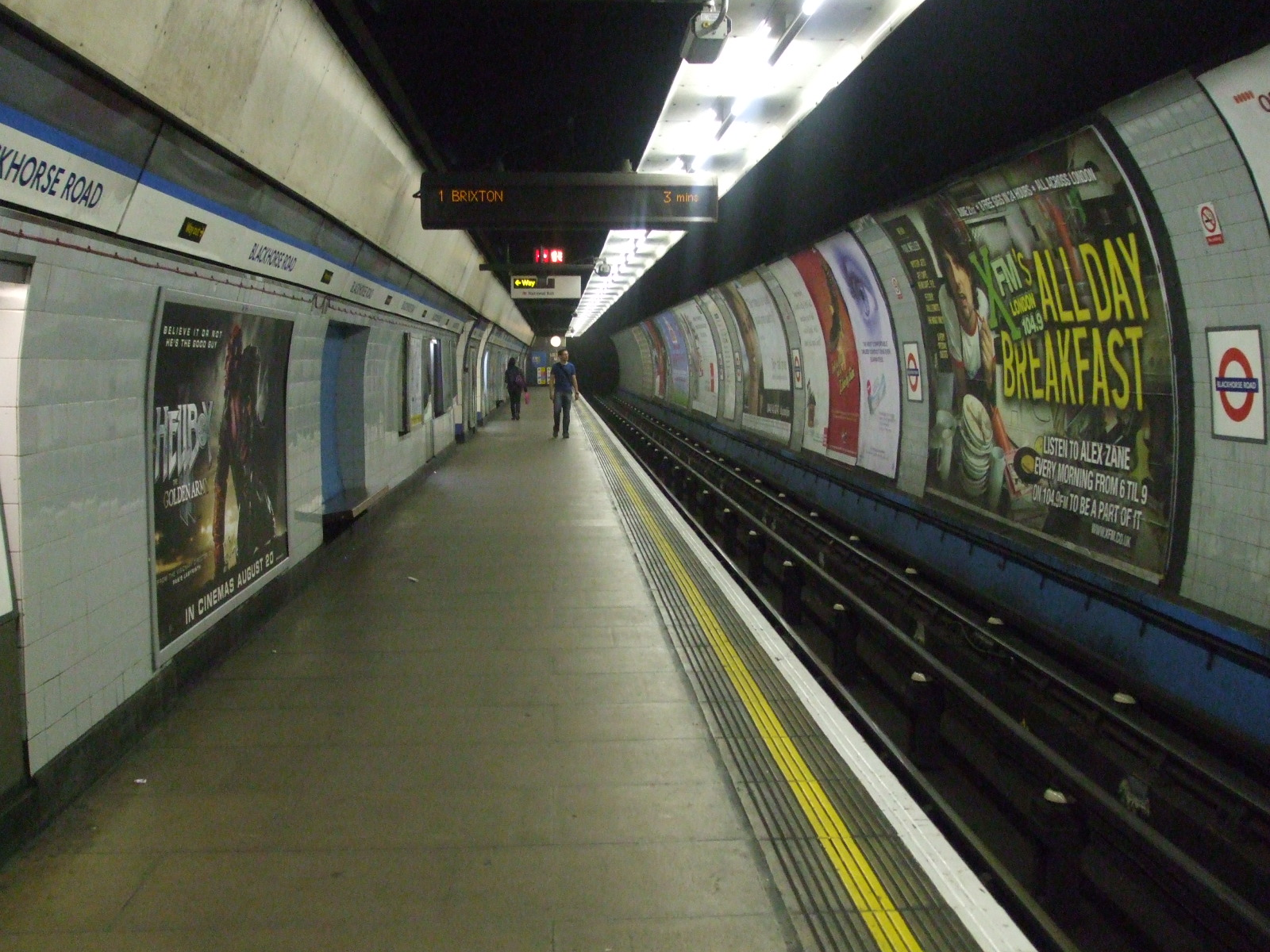
De Victoria Line naar het zuiden

## Ligging en inrichting
Het stationsgebouw ligt op de hoek van Blackhorse Road en Forest Road in de wijk Walthamstow van de London Borough of Waltham Forest op 11,7 km ten oosten van St Pancras. Het gebouw, in Travelcardzone 3, wordt gemeenschappelijk gebruikt door de Underground en de Overground. Het is het dichtstbijzijnde treinstation voor de Walthamstow Wetlands.
De perrons zijn allemaal toegankelijk via toegangspoortjes, overstappers met Oyster-kaarten moeten bij het overstappen tussen de twee lijnen een Oyster-kaartlezer voor overstappen gebruiken. De bovengrondse perrons zijn met een loopbrug met het stationsgebouw verbonden. De ondergrondse perrons liggen ten westen van het gebouw parallel aan de spoorlijn op 16 meter diepte. Door bezuinigingen tijdens de bouw werden de witte plafondpanelen van het standaardontwerp voor de Victoria Line niet geplaatst. De stalen schachtringen van de tunnel werden in plaats daarvan zwart geschilderd hetgeen een nadelig effect heeft op het verlichtingsniveau. De naam van het station is zowel op de gevel als langs de ondergrondse perrons in de afwerking zichtbaar gemaakt. David Mc Fall tekende voor het zwarte paard op de gevel en langs het perron kwam, net als bij alle stations van de Victoria Line, een tegelmotief dat de stationsnaam uitbeeldt. In dit geval ontwierp Hans Unger een zwart paard in een witte uitsparing op een blauwe achtergrond. 

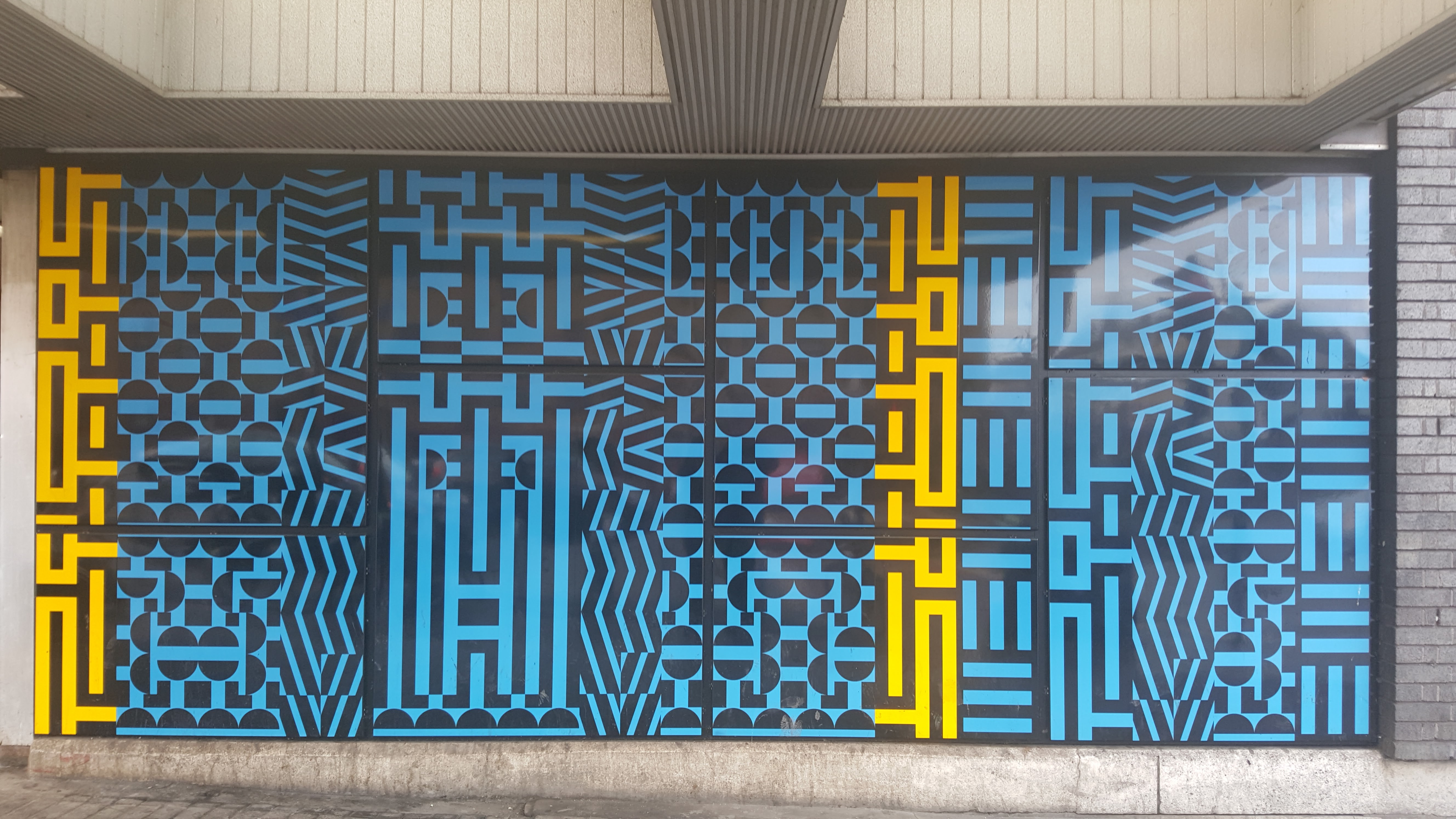
De gevelbekleding naast de ingang.
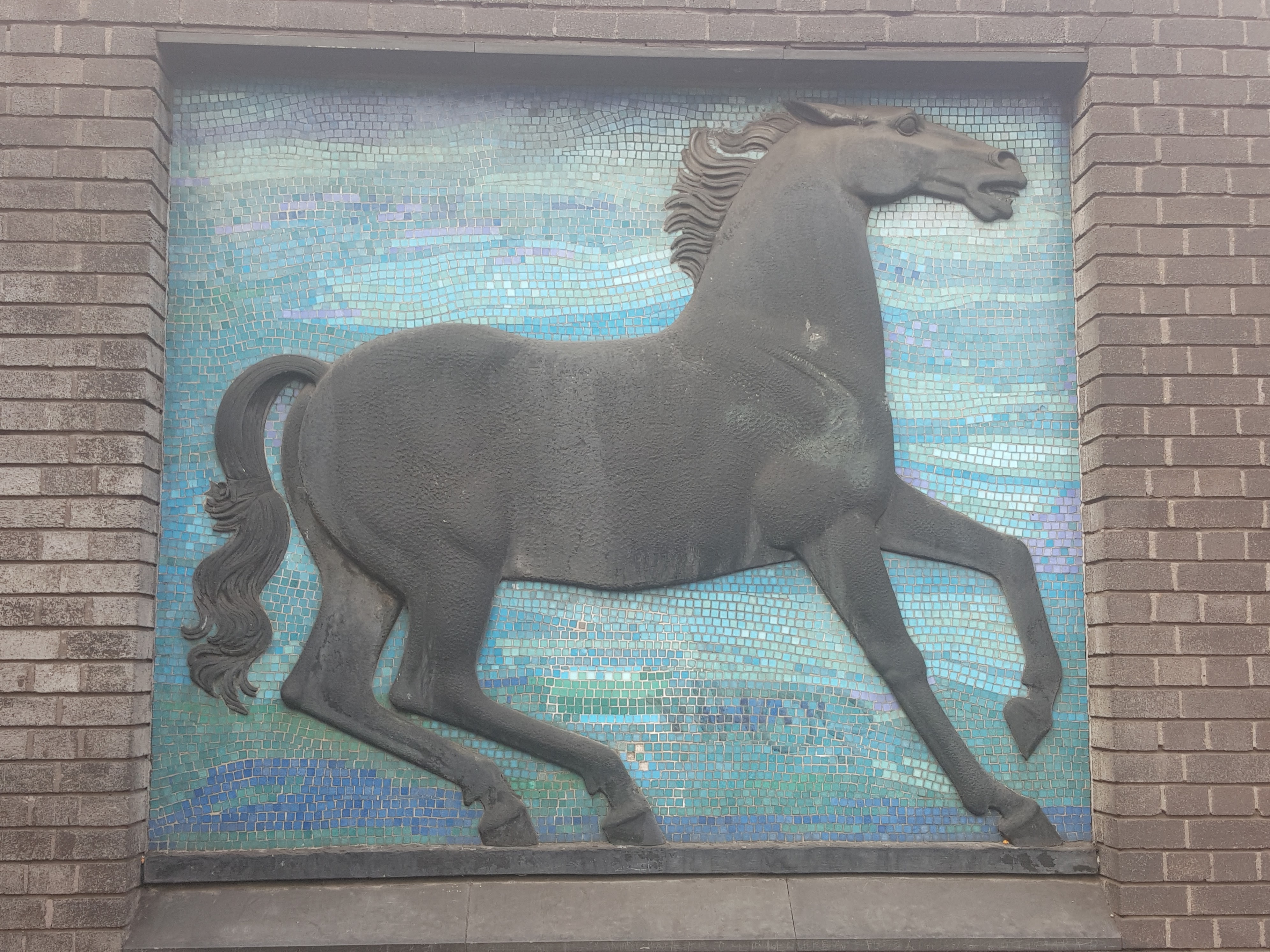
Het zwarte paard op de gevel..
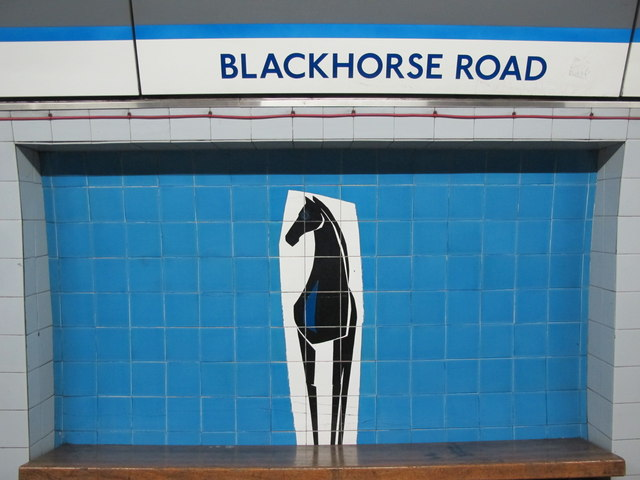
..en langs het perron.

## Reizigersdienst
Tijdens de spits rijdt ongeveer elke twee minuten een metro op de Victoria-lijn (tot 33 treinen per uur) in beide richtingen. 
De normale dienst op de London Overground rijdt tijdens de daluren:
- 4x per uur westwaarts naar Gospel Oak.
- 4x per uur oostwaarts naar Barking.

Van juni 2016 tot februari 2017 werden de diensten op de route opgeschort terwijl deze werd geëlektrificeerd. Hierbij werd op verschillende plaatsen de sporen afgezonken, bruggen herbouwd, perrons verlengd en het traject onder de draad gebracht. Tijdens de verbouwing was er een vervangende busdienst.
Walthamstow Central ·
Blackhorse Road ·
Tottenham Hale ·
Seven Sisters ·
Finsbury Park ·
Highbury & Islington ·
King's Cross St. Pancras ·
Euston ·
Warren Street ·
Oxford Circus ·
Green Park ·
Victoria ·
Pimlico ·
Vauxhall ·
Stockwell ·
Brixton